# Vinci
Vinci (фірмова назва VINCI) — французька концесійна та будівельна компанія, заснована в 1899 році як Société Générale d'Entreprises. Її головний офіс знаходиться в Нантер, в західному передмісті Парижу. Vinci котирується на фондовій біржі Euronext Paris і є членом індексів Euro Stoxx 50 та CAC 40.

## Історія
Компанія була заснована 1899 року Олександром Жіросом і Луї Лушером під назвою Société Générale d'Entreprises S.A. (SGE). З 1966 по 1981 рік SGE належала Compagnie générale d'électricité (CGE), пізніше Alcatel, коли Saint-Gobain придбала контрольний пакет акцій.
Компанії, придбані SGE, включають Sogea (будівельна фірма, заснована в 1878 році), куплена в 1986 році, Campenon Bernard (будівельна і девелоперська компанія, заснована в 1920 році), куплена в 1988 році, і Norwest Holst (британська будівельна фірма, заснована в 1969 році в результаті злиття Holst & Co, заснованої в 1918 році, і Norwest Construction, заснованої в 1923 році), куплених в 1991 році.
У 1988 році SGE придбала Compagnie générale des eaux, нині Vivendi. 2000 року найменування компанії було змінено на Vinci. У 2002 році британський бізнес Norwest Holst був перейменований на Vinci plc. У 2001 році він придбав Groupe GTM, яка включала Dumez, засновану в 1880 році, і GTM, засновану в 1891 році.
У 2006 році компанія придбала Autoroutes du Sud de la France (Південна автострада) та Soletanche-Bachy у лютому 2007 року (другий за величиною у світі, після Bauer, підрядник-спеціаліст у галузі геотехніки). Вона також придбала у вересні 2008 року операції компанії Taylor Woodrow Construction у Великій Британії.
Vinci придбала Cegelec, а також європейські підприємства Tarmac з виробництва агрегатів в 2010 році, а у вересні 2010 року придбала Meteor Parking у Go-Ahead Group. Потім, в 2012 році, Vinci підписала угоду з купівлі ANA Aeroportos de Portugal за 3 080 мільйонів євро.
У грудні 2013 року Vinci отримала контракт вартістю 440 мільйонів євро на будівництво швидкісної автомагістралі в Атланті, штат Джорджія. У 2014 році Vinci продала 75 % акцій Vinci Park консорціуму Ardian Infrastructure і Crédit Agricole Assurances. Vinci Park став Indigo. У червні 2016 року Vinci продала останні 25,4 % акцій колишнього Vinci Park консорціуму Ardian Infrastructure і Crédit Agricole Assurances.
У 2015 році Vinci і Orix виграли 45-річний контракт на експлуатацію аеропортів Ітамі і Кансай в префектурі Осака, Японія, за ціною близько 18 мільярдів доларів.
У березні 2017 року компанія інвестувала кошти в Бразилію, щоб протягом 30 років експлуатувати аеропорт Салвадора, Баїя. У жовтні 2017 року було придбано австралійську будівельну компанію Seymour Whyte. У листопаді 2017 року компанія інвестувала в Швецію, щоб придбати Eitech і Infratek, фахівців в області електромонтажних та інженерних робіт.
У травні 2019 року Вінчі придбав 50,01 % акцій аеропорту Гатвік.
7 квітня 2021 року «Vinci» здобула концесію на 30-річну експлуатацію таких аеропортів у Бразилії: Манаус-Бріг Міжнародний аеропорт Едуарду Гоміша, міжнародний аеропорт Табатінга, аеропорт Тефе, міжнародний аеропорт Ріу-Бранку, міжнародний аеропорт Крузейру-ду-Сул, аеропорт Порту-Велью та міжнародний аеропорт Боа-Віста.

## Великі проекти
«Vinci» та компанії-попередники брали участь у багатьох великих проектах, зокрема:
- Гребля Гар'єп, завершена в 1971 році[32]
- Вежа Монпарнас завершено в 1972 році[33]
- Центр Жоржа Помпіду завершено в 1977 році[34]
- Базиліка Ямусукро, завершена в 1989 році[35]
- новий вхід для відвідувачів до Лувру завершено в 1989 році[36]
- Тунель під Ла-Маншем завершено в 1994 році[37]
- Міст Нормандії завершено в 1995 році[38]
- Стад-де-Франс, завершений в 1998 році[39]
- Міст Ріо-Антіріо завершено в 2004 році[40]
- Лікарня Вістон[en] завершена в 2013 році[41]
- Атлантичний міст (Панама), завершено в 2019 році[42]

## Діяльність
Компанія посідала перше місце серед будівельних компаній за виторгом у 2009 р.